# Olivera Jurisic
Olivera Jurisic (født 8. september 1989) er en tidligere dansk håndboldspiller, der senest spillede for Toulon Saint-Cyr Var Handball i Frankrig. Hun har tidligere spillet for Viborg HK, Horsens HK, FIF og Skive fH.
Hun startede med at spille håndbold som 8-årig.

## Dansk statsborger med serbiske rødder
Olivera Jurisic lyder ikke helt dansk, men Olli - som hun kaldes - er dansk statsborger. Hun har serbiske rødder og kan også tale serbisk.